# Julio Acosta (militar)
Julio Acosta (Guerrero, 1885-Chihuahua, 1919) fue un militar mexicano que participó activamente en su estado natal durante la Revolución mexicana.
Nació en Guerrero en 1885, siempre fue de ideas liberales por lo que pronto se unió a grupos partidarios al derrocamiento de Porfirio Díaz, tiempo después, al iniciarse la lucha armada se hace partidario maderista. Combatió a Victoriano Huerta en Guerrero por considerarlo un gran usurpador a la presidencia de México para después adherirse al Villismo, hasta su fusilamiento junto a otros elementos de su tropa en Satevó, Chihuahua, en 1919. El 13 de abril de 1916 atacó durante la Expedición Punitiva a las fuerzas estadounidenses del oficial Robert L. Twye. 